# Усть-Ангарск
У́сть-Анга́рск — посёлок в составе городского округа Лесосибирск Красноярского края России.

## Географическое положение
Поселок расположен на правом берегу Ангары у места слияния её с Енисеем примерно в 28 км на восток от южной оконечности города Лесосибирск, лежащего на левом берегу Енисея. Напротив деревни на левом берегу Ангары лежит поселок Стрелка.

## Климат
Климат умеренно континентальный, характеризуется резкими перепадами температур, как в течение суток, так и в течение года, а также продолжительной холодной зимой и коротким, довольно жарким, летом. В зимнее время над поверхностью формируется устойчивый Сибирский антициклон, обусловливающий ясную и морозную погоду со слабыми ветрами. Континентальность климата обеспечивает быструю смену зимних холодов на весеннее тепло. Однако низменный рельеф способствует проникновению арктического антициклона. Его действие усиливается после разрушения сибирского антициклона с наступлением теплого периода. Поэтому до июня бывают заморозки. Летом развивается циклональная деятельность на арктическом фронте, северные ветра приносят холодный воздух. Средняя за зиму высота снежного покрова 58 см, максимальная в защищенном месте — 72 см. Снежный покров наблюдается 187 дней в году.

## История
Сведений об изначальном населении поселка не имеется. В конце 30-х годов в поселке был ликвидирован колхоз, жители переселены в поселок Стрелка. Началась разработка месторождения, о котором сначала говорили как о свинцово-цинковом. Однако война помешала разработке месторождения. К работам вернулись после войны. В 1947 г. в пределах рудного поля впервые была установлена урановая минерализация. На месте поселка стала создаваться лагерь для заключенных. Большая часть из них раскулаченные крестьяне и бывшие военные. Руду добывали ручным способом. Численность всех работников достигала 500 человек. К 1953 году месторождение закрыли в виду малого содержания урана в рудах. Лагерь ликвидировали. Судьба заключенных неизвестна. В поселке осталась часть рабочих. Они и составили население поселка. До конца 80-х в поселке работали бригады на лесозаготовках.
С ликвидацией леспромхоза жизнь в поселке остановилась. Социально-экологическую ситуацию усугубляет наличие необезвреженных урановых штолен.

## Население
| 2009 | 2010 | 2012 | 2013 | 2014 | 2015 | 2016 |
| ---- | ---- | ---- | ---- | ---- | ---- | ---- |
| 74   | ↘61  | ↘53  | →53  | ↗54  | ↘53  | ↘52  |
| 2017 | 2020 | 2021 |      |      |      |      |
| ↘43  | ↘38  | ↘0   |      |      |      |      |